# Robert Bork (baríton)
Robert Bork (Chicago, 1959) és un baríton estatunidenc.
Es va formar al Wheaton College, a Indiana, i a la Musikhochschule de Colònia. Després del seu debut a l’Òpera de Colònia, ha actuat en diversos teatres com l’Òpera de Bonn, la Nederlandse Opera d’Amsterdam, la Vlaamse Opera d’Anvers i el Stadttheater de Heidelberg. Entre els seus papers destacats hi ha Billy Budd a La Fenice, el professor de música d’Ariadne auf Naxos a Tolosa, Lausana, Lió i al Châtelet de París, així com Peter Grimes a Lucerna. També ha interpretat Der Freischütz a Lausana, La Bohème amb la Nationale Reis Opera dels Països Baixos i diversos papers wagnerians com Donner a Das Rheingold, a més de participar en Die Meistersinger von Nürnberg, Der Rosenkavalier i Lulu a Tolosa.
L’any 2001-02, va cantar al Festival de Salzburg amb Turandot. Al Gran Teatre del Liceu, va debutar la temporada 2000-01 amb Billy Budd. Posteriorment, hi va tornar per interpretar Henry VIII el 2001-02, Oedipe la temporada següent, Peter Grimes el 2003-04 i Gaudí la següent.